# Grau (símbolo)
O grau (simbolo: °) é um sinal gráfico.
No sistema unicode, o símbolo é representado por U+00B0, enquanto que o respectivo na linguagem HTML é <code>&deg;</code> e no sistema ASCII o código é Alt+0176.
Devido à semelhante na aparência deste símbolo com outros símbolos na tela do computador ou em certas impressões, como o indicador masculino de ordinal (º) (Alt+167), pode haver problemas na procura de textos com estes símbolos.

## Aplicações
Na mecânica, representa o tamanho da inclinação orbital, o ângulo formado entre o plano da órbita e o plano de referência, sendo um valor entre 0 e 180 graus.
Na cartografia, representa uma posição horizontal ou coordenada geográfica no planeta, atraves do sistema de mapeamento da Terra.
Na termodinamica, representa uma medida de temperatura (grandeza física) nas diversas escalas de medidas, acompanhado da letra inicial da respectiva escala: Celsius (°C); Delisle (°De); Fahrenheit (°F); Newton (°N); Rankine (°R or °Ra); Réaumur (°R); Rømer(°Rø).
Na geometria, representa uma medida dos ângulos planos do vértice duas semirretas, sendo um valor correspondendo a 1/360 de uma circunferência. 